# 蒂斯陶拜赖克
蒂斯陶拜赖克，是匈牙利索博尔奇-索特马尔-贝拉格州所辖的一个村。总面积18.22平方公里，总人口609，人口密度33.4人/平方公里（2011年1月1日）。